# Unfinished Music No. 2: Life with the Lions
《Unfinished Music No. 2: Life with the Lions》(한국어: 미완성 음악 제 2번: 사자들과의 삶)는 존 레논과 요코 오노에 의해 발표된 세 개의 전위 음반 중 두 번째 음반이다.

## 배경 및 구성
'Unfinished Music' 시리즈는 모두 존과 요코가 함께 그들의 삶을 기록해 남기려는 의도의 결과물이었다. 특히 두 개의 독특한 섹션으로 나뉘어 있는 두번째 시리즈《Unfinished Music No. 2: Life with the Lions》는 첫 번째 시리즈 《Unfinished Music No. 1: Two Virgins》에 비해 훨씬 더 지향성이 뚜렷했고, 침묵과 소음 사이, 그들의 개인사를 더욱 더 비범하게 엮어내고 있다.
26분이 넘는 길이의 <Cambridge 1969>는 A면에 수록된 단 1개의 트랙으로, 1969년 3월 2일 케임브리지 대학 레이디 미첼홀에서 열린 앤소니 바넷 주최 프리 재즈 공연에서 라이브로 녹음된 전위 형식의 곡이다. 요코의 울부 짖는 보컬이 중심이 되고 있으며, 존이 앰프를 통해 다양한 음색의 음감으로 기타 연주를 뒷받침 하고 있다. 존과 요코가 무대를 떠난 마지막 6분 동안은 색소폰 연주자 존 치케와 타악기 연주자 존 스티븐스가 연주를 들려주고 있다.
B면의 트랙들은 1968년 11월 4일 요코의 런던 퀸 샬롯 병원 입원 당시 녹음 된 것이다. 요코는 임신 합병증으로 입원했으며, 궁극적으로 아이를 잃었다. 요코가 머무르는 동안 존은 다른 환자를 기다리고 있는 예비 침대에서 자다가, 나중에는 바닥에서 계속 잤다. 그리고 이사이 그들은 일련의 녹음을 병행했다. <No Bed For Beatle John>는 요코의 유산 중 존에게 머무를 침대를 주지 않은 병원 측에 대한 보고, 그리고 EMI가 아카펠라 성가 스타일에 논란의 여지가 있는 재킷으로 인해 음반 취급을 거부하는 상황을 포함해, 사방 따라다니는 그들에 관한 언론 기사를 노래로 구성해 낸 것이다. 존은 백그라운드에서 동일한 작업을 수행했다. 다음 트랙에서는 태어나지 못 할 운명의 아기 심장 박동을 기록한 <Baby's Heartbeat>가 이어지고 있다. 이 녹음을 위해 요코는 복부에 마이크를 붙였다. 다음 트랙에서는 아이의 장례식 속에 2분 간의 침묵이 뒤따르는 <Two Minutes Silence>가 이어지고 있다 - 요코는 존과의 약물 남용에 대한 체포로 인한 스트레스와 언론으로부터의 반발에 기인, 1968년 11월 21일, 결국 유산을 했다. 아이는 존 오노 레논이라는 이름으로 나중에 은밀한 곳에 묻혔다.  흥미롭게도 1973년, 레논 부부는 개념적 국가 '누토피아'를 세우고 《Mind Games》 음반에서 <Nutopian International Anthem>이라는 또 다른 침묵의 트랙을 발표했다. 마지막 트랙은 <Radio Play>다. 요코는 라디오를 켜고 끄는 데 12분 이상 걸린다. 존이 전화로 말하는 것을 백그라운드에서 들을 수 있으며, 한 순간 비틀즈의 <Ob-La-Di, Ob-La-Da>도 들을 수 있다.

## 발매, 반응 및 여파
《Unfinished Music No. 2: Life with the Lions》는 1969년 5월 9일에 영국에서, 1969년 5월 26일에 미국에서, 애플 레코드의 산하 레이블 재플 레코드를 통해 발표되었다. EMI는 《Unfinished Music No. 1: Two Virgins》의 배급을 맡지는 않았지만, 《Unfinished Music No. 2: Life with the Lions》와는 함께 했다. 이 음반은 여전히 영국에서 차트에 오르지 못했지만, 미국에서는 174 위까지 도달했다. 판매고는 미국에서 약 6만장, 영국에서 약 5천장을 기록했다. 존은 애플 레코드가 이 음반에 관한 어떤 홍보도 하지 않는다는 것에 실망했다.

## 제목
음반 제목은 BBC 라디오 코미디 프로 'Life with the Lyons'의 제목을 패러디한 것이며, 레논 부부를 사방 따라 다니는 언론에 대한 언급이기도 했다.

## 커버 및 속지
재킷 앞면은 요코가 퀸 샬롯 병원 제 2 서쪽 병동 1호실의 침대에 누워있는 동안, 수잔 우드에 의해 촬영된 것이다. 재킷 뒷면은 레넌 부부가 거주지인 몬터규 광장 34번지에서 해시시 소유로 체포된 후, 다음 날(1968년 10월 19일), 메리 본 경찰서에서 조사를 받고 나올 때 찍힌 뉴스 사진으로, 비틀즈의 프로듀서 조지 마틴의 "인용문"이 함께 실렸다. 이 사건으로 훗날 미국 출입국 관리 당국이 관여하게 되고 존에게 문제가 야기됐다.

## 재발매
1997년, 요코의 주도 하에 라이코디스크를 통해 CD로 재발매되었으며, 퀸 샬롯 병원에서의 추가 녹음곡들이 보너스 트랙으로 포함되었다. <John For Song>은 존이 어쿠스틱 기타와 함께 요코가 노래를 부르는 상대적으로 일반적인 노래이며, <Mulberry>는 존의 슬라이드 기타 연주와 함께 요코가 9분 동안 제목을 반복하고 있는 곡이다.

## 곡 목록
모든 곡들은 특별한 언급이 없는 한 존 레논 & 요코 오노에 의해 작사, 작곡 되었다.
Side one
1. "Cambridge 1969" – 26:31

Side two
1. "No Bed for Beatle John" – 4:41
2. "Baby's Heartbeat" – 5:10
3. "Two Minutes Silence" – 2:00
4. "Radio Play" – 12:35

1997년 CD 보너스 트랙
1. "Song for John" – 1:29
2. "Mulberry" – 8:47

## 참여
- 요코 오노 – 보컬, 라디오
- 존 레논 – 보컬, 기타, 오디오 피드백
- 존 치케 – 색스폰 (트랙 1에서)
- 존 스티븐스 – 타악기 (트랙 1에서)
- 맬 에반스 – 시계 (트랙 1에서)
- 존 오노 레논 II – 심장 소리 (트랙 3에서)